# ネヴァーオンサンデー
ネヴァーオンサンデー (Never On Sunday) はフランスで生産された競走馬である。G1競走の勝ち鞍は2009年のイスパーン賞。

## 経歴

### 2007年、2008年（2歳、3歳）
2歳時の2007年10月に競走馬デビュー戦を迎え、イオリッツ・メンディザバルが騎乗してデビュー初戦で初勝利を挙げた。続く11月の一般競走もメンディザバルとのコンビでレースを制し2連勝で2歳を終えた。
3歳となり、2008年3月の実戦復帰戦もメンディザバルとのコンビでレースを制しデビュー戦以来3連勝を達成したが、4月に一般競走で4着となり連勝が止まった。5月に再びメンディザバルとのコンビで一般競走に出走したが2着、6月には以降しばらく騎乗することになるクリストフ・ルメールとのコンビで一般競走を制して4勝目を挙げた。さらに7月にはリッジウェイ賞（準重賞）を制し、9月には重賞競走初挑戦となったプリンスドランジェ賞 (G3) を制し重賞競走初勝利を挙げて、3歳を終えた。

### 2009年（4歳）
実戦復帰戦となった4月のアルクール賞 (G2) ではトリンコに敗れて5着だったが、5月にG1競走初挑戦となるイスパーン賞に出走することになった。出走馬のなかには、2008年のブリーダーズカップ・マイルなどG1競走3勝馬のゴルディコヴァといった馬がおり、当時G3競走1勝だった当馬は9頭中4番人気という評価だった。そしてレースは重馬場のなか2着となったグリドグリに1馬身差をつけて勝利し、G1競走初勝利を挙げた。続く6月のプリンスオブウェールズステークスでは2番人気に推されたが3着に敗れ、G1競走連勝はならなかった。その後、8月のジャック・ル・マロワ賞に出走したが、7着に終わった。続く10月のチャンピオンステークスでも10着に敗れた。

### 2010年（5歳）
明け5歳初戦は2月のガルフストリームパークターフハンデキャップに出走、コートヴィジョンの2着だった。続くパンアメリカンハンデキャップ (G3) でも2着と惜しいレースが続いた。その後、休養を挟んで10月2日のターフクラシック招待ステークスに出走したが6着に終わった。続く12月のトロピカルターフハンデキャップ (G3) では10着に敗れた。そのレースを最後に引退した。

## 年度別競走成績
- 2007年（2歳） 2戦2勝
- 2008年（3歳） 6戦4勝
  - 1着 プリンスドランジェ賞 (G3)
- 2009年（4歳） 5戦1勝
  - 1着 イスパーン賞 (G1)
- 2010年（5歳） 4戦0勝

## 血統表
| ネヴァーオンサンデーの血統フォーティナイナー系 / 5代内アウトブリード | ネヴァーオンサンデーの血統フォーティナイナー系 / 5代内アウトブリード | ネヴァーオンサンデーの血統フォーティナイナー系 / 5代内アウトブリード | （血統表の出典） | （血統表の出典） |
| 父 Sunday Break 1999 鹿毛                                            | 父の父*フォーティナイナー Forty Niner 1985 栗毛                      | Mr. Prospector                                                       | Raise a Native   | Raise a Native   |
| 父 Sunday Break 1999 鹿毛                                            | 父の父*フォーティナイナー Forty Niner 1985 栗毛                      | Mr. Prospector                                                       | Gold Digger      |                  |
| 父 Sunday Break 1999 鹿毛                                            | 父の父*フォーティナイナー Forty Niner 1985 栗毛                      | File                                                                 | Tom Rolfe        | Tom Rolfe        |
| 父 Sunday Break 1999 鹿毛                                            | 父の父*フォーティナイナー Forty Niner 1985 栗毛                      | File                                                                 | Continue         |                  |
| 父 Sunday Break 1999 鹿毛                                            | 父の母*キャットクイル Catequil 1990 鹿毛                             | Storm Cat                                                            | Storm Bird       | Storm Bird       |
| 父 Sunday Break 1999 鹿毛                                            | 父の母*キャットクイル Catequil 1990 鹿毛                             | Storm Cat                                                            | Terlingua        |                  |
| 父 Sunday Break 1999 鹿毛                                            | 父の母*キャットクイル Catequil 1990 鹿毛                             | Pacific Princess                                                     | Damascus         | Damascus         |
| 父 Sunday Break 1999 鹿毛                                            | 父の母*キャットクイル Catequil 1990 鹿毛                             | Pacific Princess                                                     | Fiji             |                  |
| 母 Hexane 1992 芦毛                                                  | 母の父Kendor 1986 芦毛                                               | Kenmare                                                              | Kalamoun         | Kalamoun         |
| 母 Hexane 1992 芦毛                                                  | 母の父Kendor 1986 芦毛                                               | Kenmare                                                              | Belle of Ireland |                  |
| 母 Hexane 1992 芦毛                                                  | 母の父Kendor 1986 芦毛                                               | Belle Mecene                                                         | *ゲイメセン      | *ゲイメセン      |
| 母 Hexane 1992 芦毛                                                  | 母の父Kendor 1986 芦毛                                               | Belle Mecene                                                         | Djaka Belle      |                  |
| 母 Hexane 1992 芦毛                                                  | 母の母Texan Beauty 1986 鹿毛                                         | Vayrann                                                              | Brigadier Gerard | Brigadier Gerard |
| 母 Hexane 1992 芦毛                                                  | 母の母Texan Beauty 1986 鹿毛                                         | Vayrann                                                              | Valdivine        |                  |
| 母 Hexane 1992 芦毛                                                  | 母の母Texan Beauty 1986 鹿毛                                         | Texan Girl                                                           | Armistice        | Armistice        |
| 母 Hexane 1992 芦毛                                                  | 母の母Texan Beauty 1986 鹿毛                                         | Texan Girl                                                           | Tamoure F-No.5-b |                  |